# جيروم فاولر
جيروم فاولر (بالإنجليزية: Jerome Fuller)‏ هو مُحرِّر ومحامي وقاضي وسياسي أمريكي، ولد في 26 يونيو 1808، وتوفي في 2 سبتمبر 1880. انتخب عضو جمعية ولاية نيويورك وانتخب عضو مجلس ولاية نيويورك.